# 1re cérémonie des North Texas Film Critics Association Awards
La 1re cérémonie des North Texas Film Critics Association Awards (NTFCA Awards), a eu lieu le janvier 2006, et a récompensé les films réalisés l'année précédente.

## Palmarès

### Meilleur film
- Walk the Line

### Meilleure actrice
- Reese Witherspoon pour le rôle de June Carter Cash  dans Walk the Line

### Meilleur acteur dans un second rôle
- William Hurt pour le rôle de Richie Cusack dans A History of Violence

### Meilleur documentaire
- La Marche de l'empereur

### Meilleur film en langue étrangère
- Joyeux Noël  France  Allemagne  Royaume-Uni  Belgique  Roumanie